# Ellen Van Obberghen-Schilling
Ellen Van Obberghen-Schilling est une biologiste américaine travaillant pour l'Inserm. Elle est récipiendaire du prix Recherche 2001 de l'Inserm.

## Biographie
Ellen Van Obberghen-Schilling est née le 14 août 1956 à Washington aux États-Unis. Elle obtient son baccalauréat universitaire en sciences à l'université Purdue en 1978 et son doctorat en recherche en 1985 à l'université de Nice en France.
De 1978 à 1980, elle est assistante de recherche auprès du département Diabètes du National Institutes of Health de Bethesda. De 1985 à 1987, elle effectue un post-doctorat auprès du Laboratoire de chimioprévention qui appartient au National Cancer Institute et au National Institutes of Health
De 1982 à 1990, elle est chargée de recherche auprès de l'Inserm en France. À partir de 1990, elle est directrice de recherche et de classe DR1 depuis 2005.

## Distinctions et récompenses
- Prix Recherche de l'Inserm (2001)